# Acanthograeffea modesta
Acanthograeffea modesta är en insektsart som beskrevs av Günther 1932. Acanthograeffea modesta ingår i släktet Acanthograeffea och familjen Phasmatidae. Inga underarter finns listade i Catalogue of Life.